# 馬來式竹筒飯

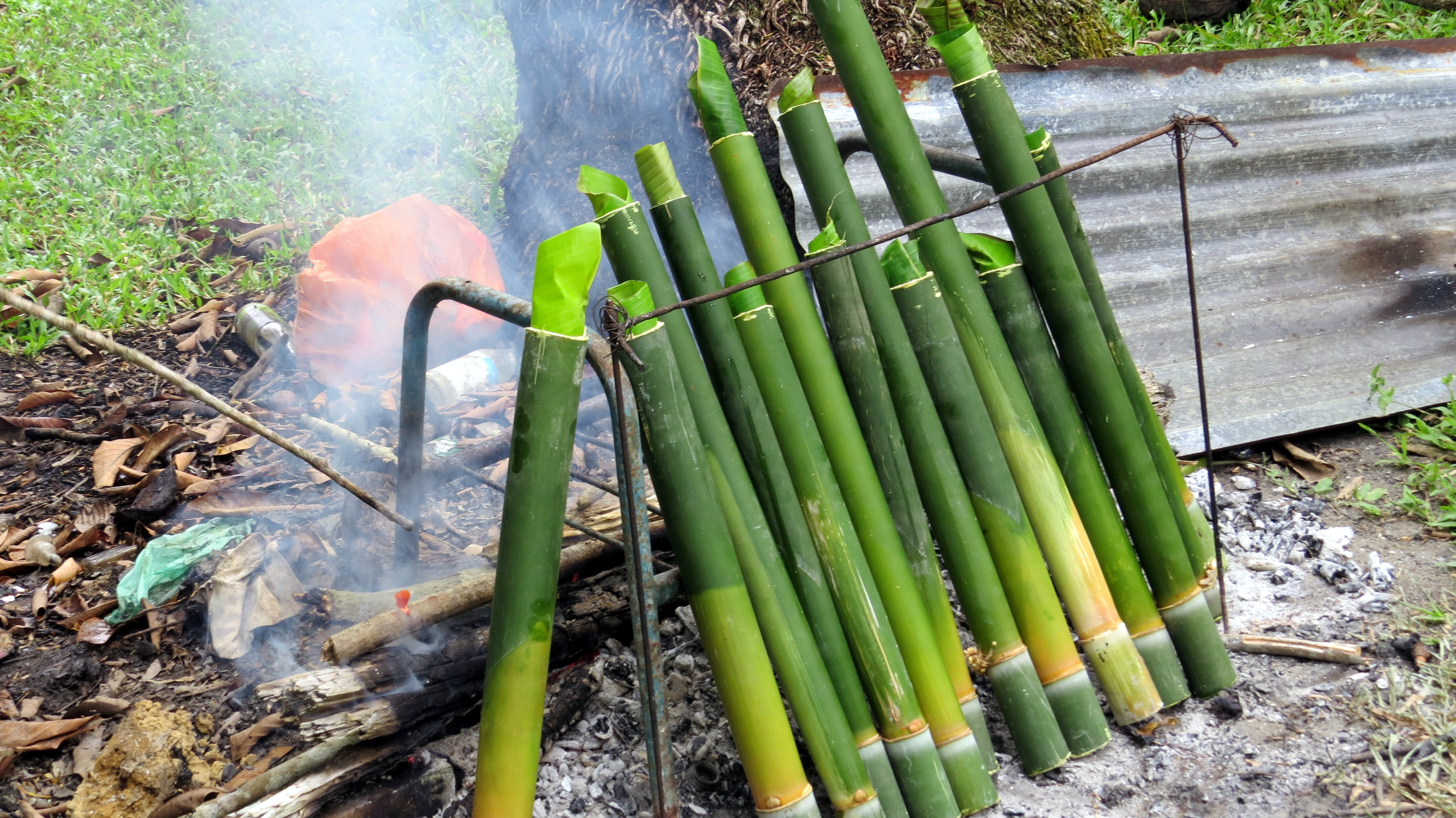
正在燒烤中的竹筒飯

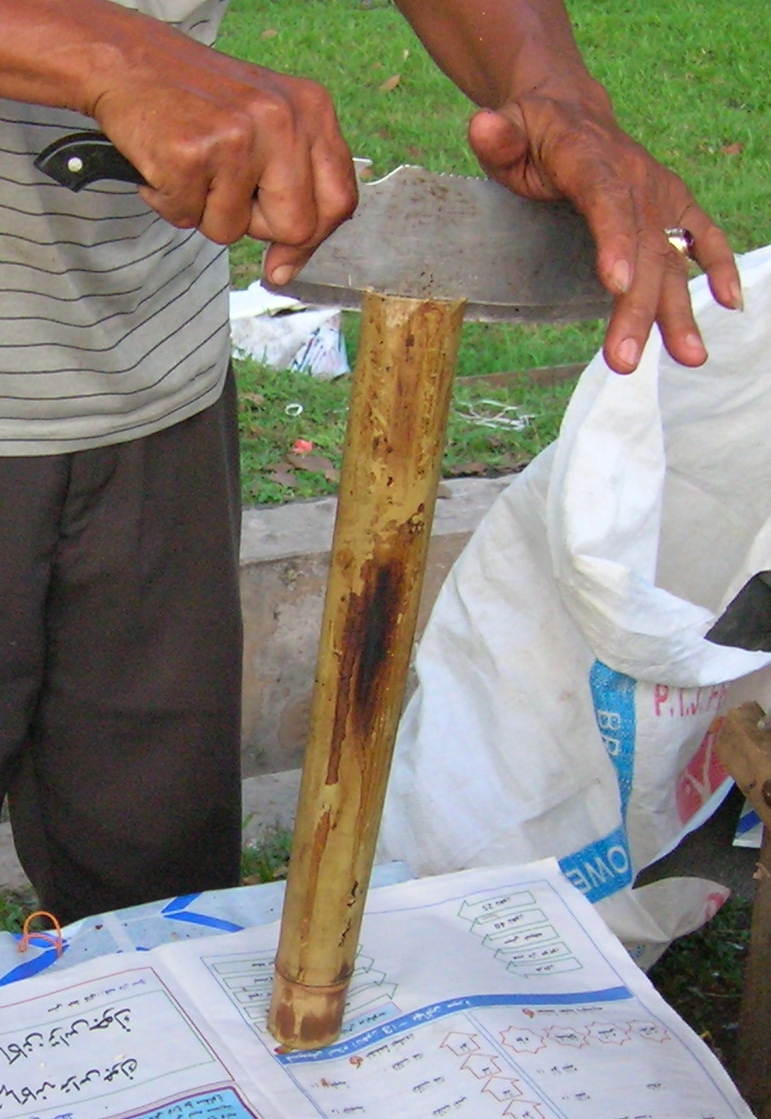
正在劈開已烤熟的竹筒飯

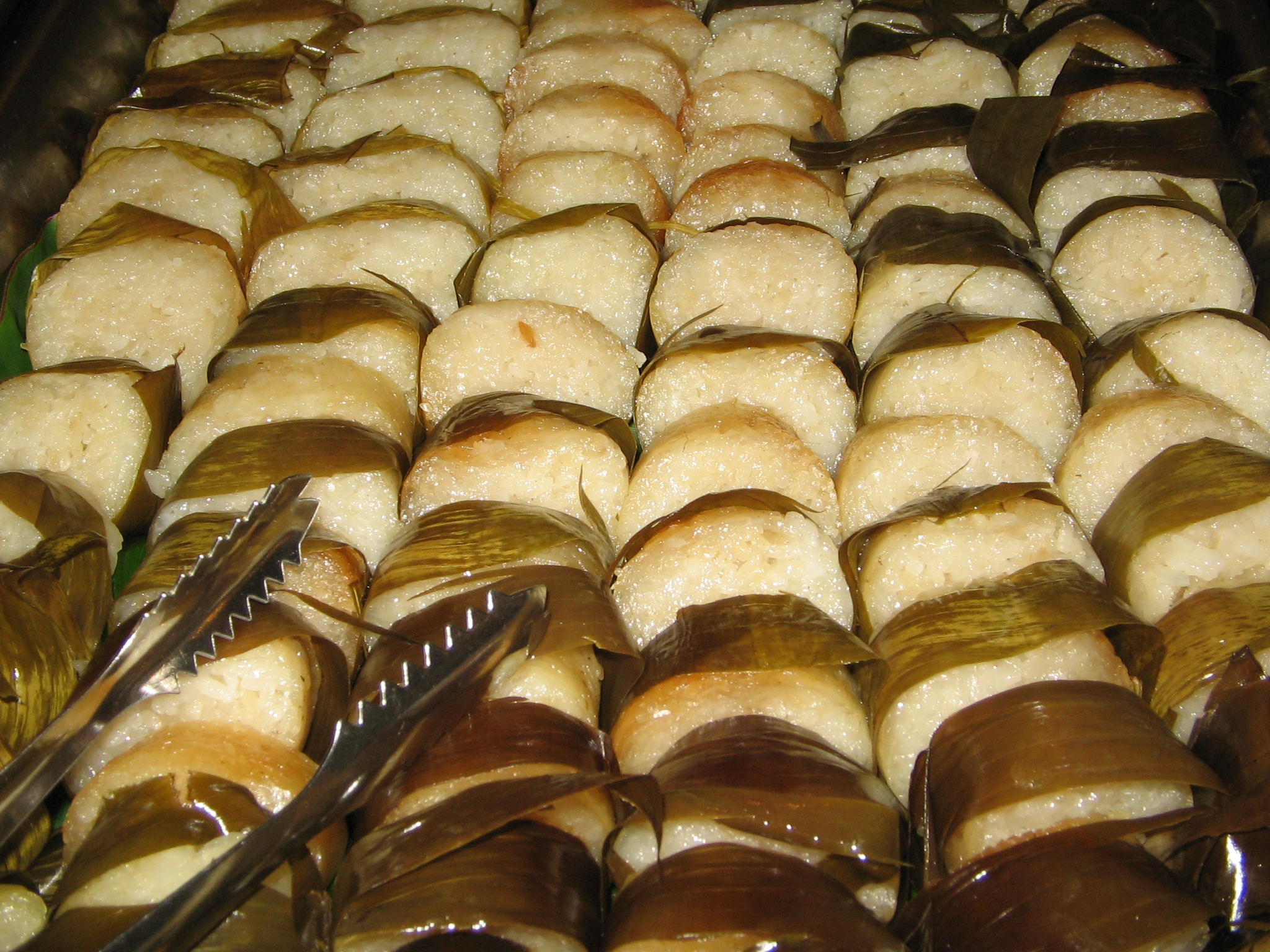
已切片的竹筒飯

竹筒飯（馬來文：Lemang,米南文 Lamang）是一道流傳馬來西亞、印尼、汶萊、新加坡一帶米南加保族的料理，在竹筒裡倒入糯米、椰奶和鹽，然後放置柴火內燒烤的，為了防止糯米飯粘在竹筒壁同時也為了增添香味，在倒入糯米前會在竹筒內圍一圈香蕉葉。
馬來式竹筒飯是馬來人在佳節如開齋節、哈芝節等所享用的美食，烤製好後，將竹子剖開，取出被香蕉葉圍繞的糯米飯，然後切成塊再搭配咖哩、仁當（Rendang）或咖椰（Kaya）等不同的醬料享用。雖然竹筒飯的製作不難，但在都會空間難以尋獲大片土地用作燒烤，且隨處燒烤有觸法之慮，因此除了佳節期間或到鄉下地方，一般時節在都會地區難以找到此料理。
除了馬來人外，一般馬來群島的原住民如伊班族（Iban）、卡達山族（Kadazan）、達雅族（Dayak）等，在慶祝豐收節等各種重大節慶時，也有享用竹筒飯的習慣。因為受到馬來人的影響，這些原住民的竹筒飯的做法及吃法幾乎與馬來人的一樣。